# Duncan McDougall (commerçant de fourrures)
 (février 2025).
 (janvier 2025).
Pour les articles homonymes, voir McDougall.
Duncan McDougall, mort en octobre 1818,  était un commerçant de fourrures canadien originaire d'Écosse, qui a travaillé d'abord pour la Compagnie du Nord-Ouest, puis par la suite pour la Pacific Fur Company de John Jacob Astor. Il participa à la fondation d'Astoria près de l'embouchure du fleuve Columbia. Il épousa Ilchee Moon Woman, la fille du chef Comcomly de la Confédération Chinook. Il retourna travailler pour la Compagnie du Nord-Ouest, avant de mourir en 1818.